# Fenakit

Fenakit är ett ganska sällsynt mineral och är ett berylliumsilikat. Namnet kommer från  gammalgrekiska φέναξ (phénax) som betyder bedragare eftersom mineralet  i hög grad liknar bergkristall. Den har hårdhet 7,7 (nästan lika stor som topas) och specifik vikt 2,98.
Den förekommer på flera platser i Ural och dessutom i Östafrika, Brasilien (stora kristaller), Colorado, Kragerø i Norge, m.fl. platser. Fullständigt vattenklara stycken förekommer vid vattendraget Tokovaja i Ural där den 1833 hittades av den finske mineralogen Nils Nordenskiöld. Fenakit slipas till briljantform.
För stenar slipade i briljantform finns två fina exempel som väger 34 och 43 carat (6,8 och 8,6 g), i British Museum. Brytningsindexet är högre än det för kvarts, beryll eller topas, varför en mångfacetterad fenakit följaktligen har hög glans och kan ibland förväxlas med diamant.

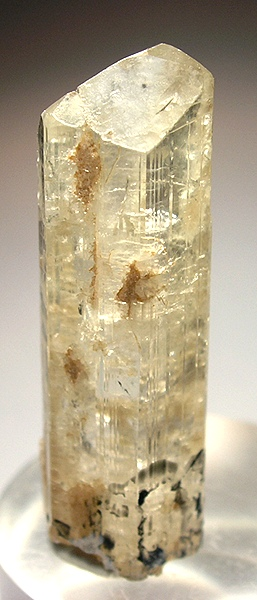
Fenakit från Mount Ikaka, Madagaskar